# 小行星4811
小行星4811（英語：4811 Semashko）是一颗围绕太阳公转的小行星。1973年9月25日，柳德米拉·瓦斯列娜·朱然勒娃在克里米亚发现了此天体。
这颗小行星的绝对星等为275.1766711484672等。